# 로시야호
로시야 호(러시아어: Россия)는 러시아 모스크바 야로슬랍스키 역에서 프리모르스키 지방 블라디보스토크 블라디보스토크 역까지 운행되는 장거리 열차로 약 7일 간에 걸쳐서 주파한다. 지구상 장거리 열차 중 가장 운행거리가 길며 유라시아 대륙을 지나므로 철도 동호인과 여행객들 사이에 인기가 있다.
비행기가 등장하기 전에는 일본과 유럽을 잇는 연락운송에 있어서 가장 빠른 교통수단이었다. 동양과 서양을 걸치는 노선이기 때문에 중국, 조선민주주의인민공화국, 몽골을 잇는 국제 열차도 운행한다.

## 역사
1916년 10월 5일에 야로슬랍스키 역부터 블라디보스토크 역까지의 9,288km 구간을 개통했다. 개통 초기 블라디보스토크가지 2주 이상 소요되었고 동청철도를 운행해도 16일 이상 소요되었다. 1929년에 전기 기관차 운행을 위해 복선 전철화 공사가 시작되었다.
1957년 11월 23일 소비에트 연방 철도는 국제 열차 및 여객 운수 관리국을 설립해 장거리 열차 운명 및 관리를 일원화했다. 1966년 9월 30일에 로시야 호가 개통이 되면서 14개의 주와 2개의 지방, 90개의 도시를 통과했다.
1992년에 신도색이 나오면서 러시아의 국기를 표현한 빨간색, 파란색, 흰색 세 가지 색상을 도입했다. 1993년 소비에트 연방이 붕괴되면서 이 노선은 격일 운행했다.
2001년에 블라디미르, 니즈니노브고로드 경유로 변경되면서 주행 거리는 9,298km에서 9,259km로 단축되었다. 2002년에 복선 전철화 건설을 마쳤다.
2006년에 로시야 호 40년을 기념하면서 열차가 블라디보스토크에 도착했다. 당시 기념 열차에 박물관 차량이 증결되면서 개통 당시의 사진, 신문, 장식 등 전시되었다.
2009년에 노후된 차종을 대체하기 위해 신형 차량의 61-4440계가 도입되었다. 2010년부터 구글과 공동으로 모스크바 ~ 블라디보스토크 가상 여행이 제작이 되면서 인터넷을 통해 시청이 가능해졌다.

## 사진

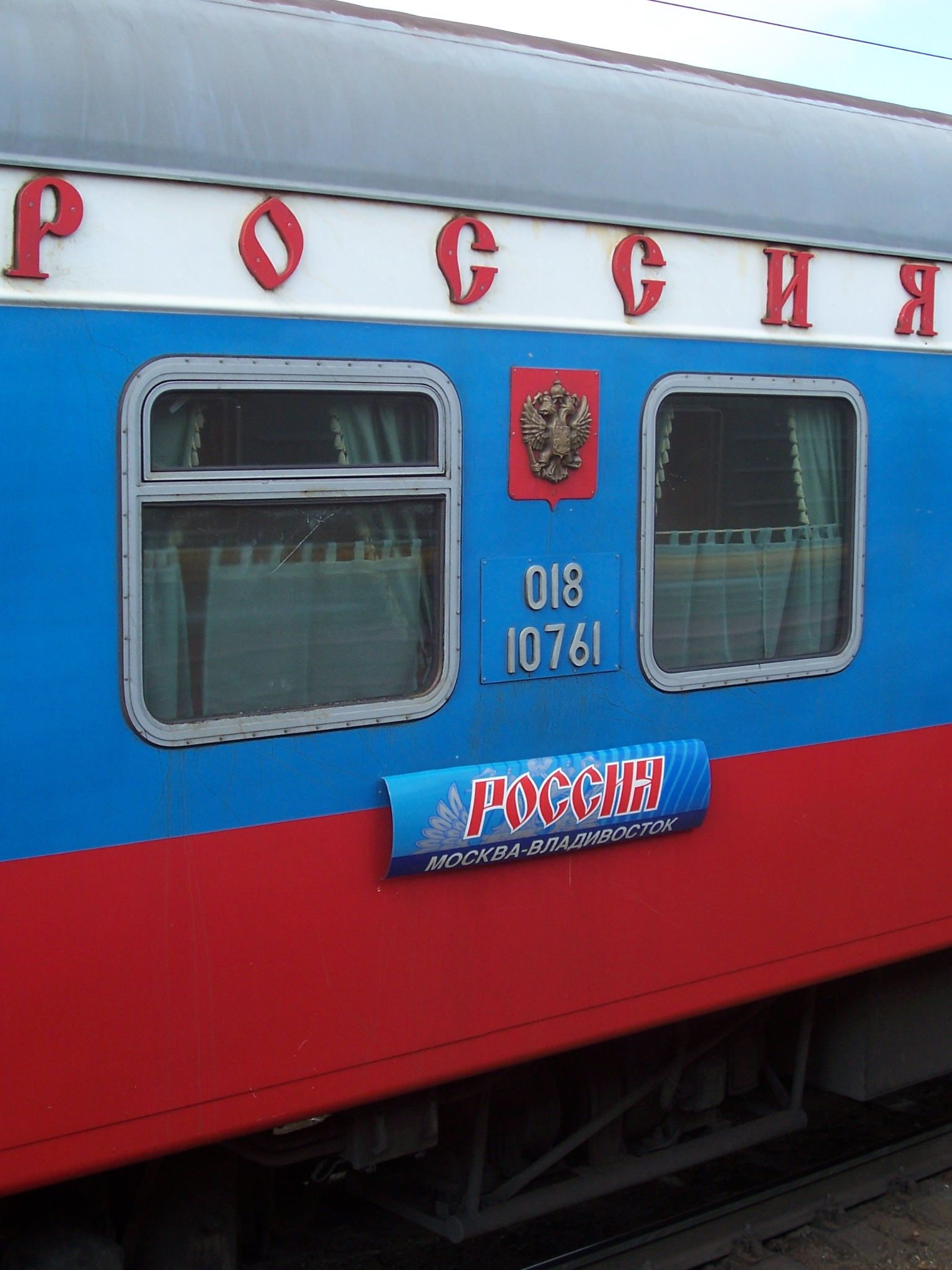

## 같이 보기
- 시베리아 횡단 철도